# Seseli depauperatum
Seseli depauperatum là một loài thực vật có hoa trong họ Hoa tán. Loài này được V.M. Vinogr. miêu tả khoa học đầu tiên.